# Gare de Saint-Saturnin-d'Avignon
La gare de Saint-Saturnin-d'Avignon est une gare ferroviaire française de la ligne d'Avignon à Miramas, située sur le territoire de la commune de Saint-Saturnin-lès-Avignon dans le département de Vaucluse, en région Provence-Alpes-Côte d'Azur.
Elle est mise en service en 1868 par la Compagnie des chemins de fer de Paris à Lyon et à la Méditerranée (PLM). C'est une halte de la Société nationale des chemins de fer français (SNCF) du réseau TER PACA desservie par des trains régionaux.

## Situation ferroviaire
La gare de Saint-Saturnin-d'Avignon est située au point kilométrique (PK) 12,178 de la ligne d'Avignon à Miramas entre les gares de Morières-lès-Avignon et de Gadagne. Son altitude est de 53 m.

## Histoire
La « gare de Saint-Saturnin» est mise en service le 29 décembre 1868 par la Compagnie des chemins de fer de Paris à Lyon et à la Méditerranée (PLM), lorsqu'elle ouvre à l'exploitation « l'embranchement d'Avignon à Cavaillon ». Elle est ouverte aux services grande et petite vitesse et des billets d'aller et retour à prix réduit, pour Avignon, sont proposés tous les jours aux voyageurs.
Durant la période 1880-1881, la gare a été « complètement restaurée et modifiée en partie ».
La « gare de Saint-Saturnin-d'Avignon » figure dans la nomenclature 1911 des gares, stations et haltes, de la Compagnie des chemins de fer de Paris à Lyon et à la Méditerranée. Elle porte le no 9 de la ligne d'Avignon à Miramas, par Salon. C'est une gare, pouvant expédier des dépêches privées mais pas en recevoir, qui dispose des services complets, de la grande vitesse (GV) et de la petite vitesse (PV), « à l'exclusion des chevaux chargé dans des wagons-écuries s'ouvrant en bout et des voitures à 4 roues à deux fonds et à deux banquettes dans l'intérieur, omnibus, diligences, etc. » et du service complet de la petite vitesse (PV).

## Service des voyageurs

### Accueil
Halte SNCF, c'est un point d'arrêt non géré (PANG) à accès libre.
La traversée des voies pour le passage d'un quai à l'autre s'effectue par un passage planchéié au niveau des voies (voir photographie).

### Desserte
Saint-Saturnin-d'Avignon, est une halte régionale du réseau TER PACA, elle est desservie par des trains de la relation de Avignon-Centre à Marseille-Saint-Charles, ou Miramas.

### Intermodalité
Le parking de véhicules est possible à proximité de l'entrée de la halte.

## Galerie de photographies

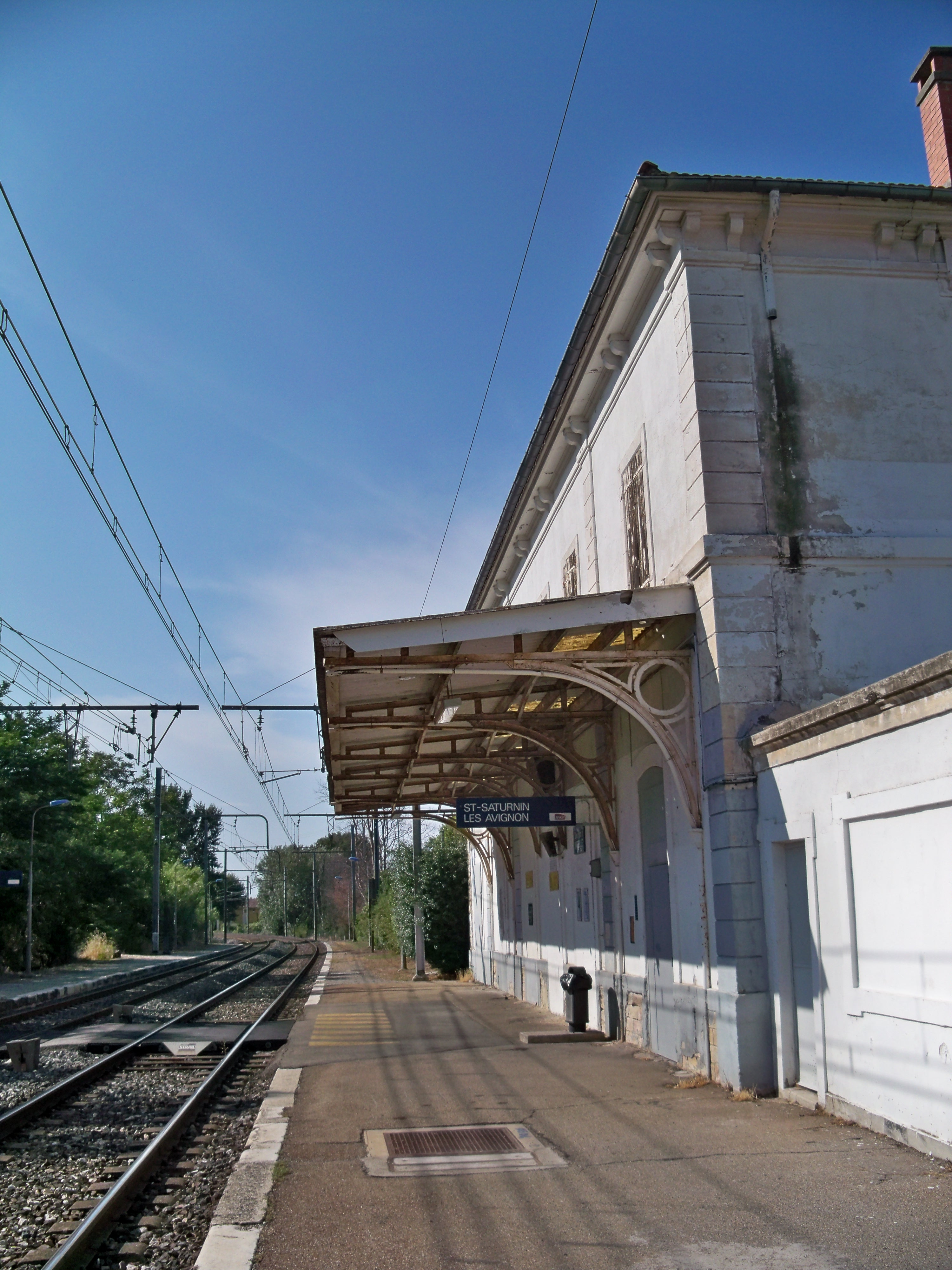
Ancien BV et quais.
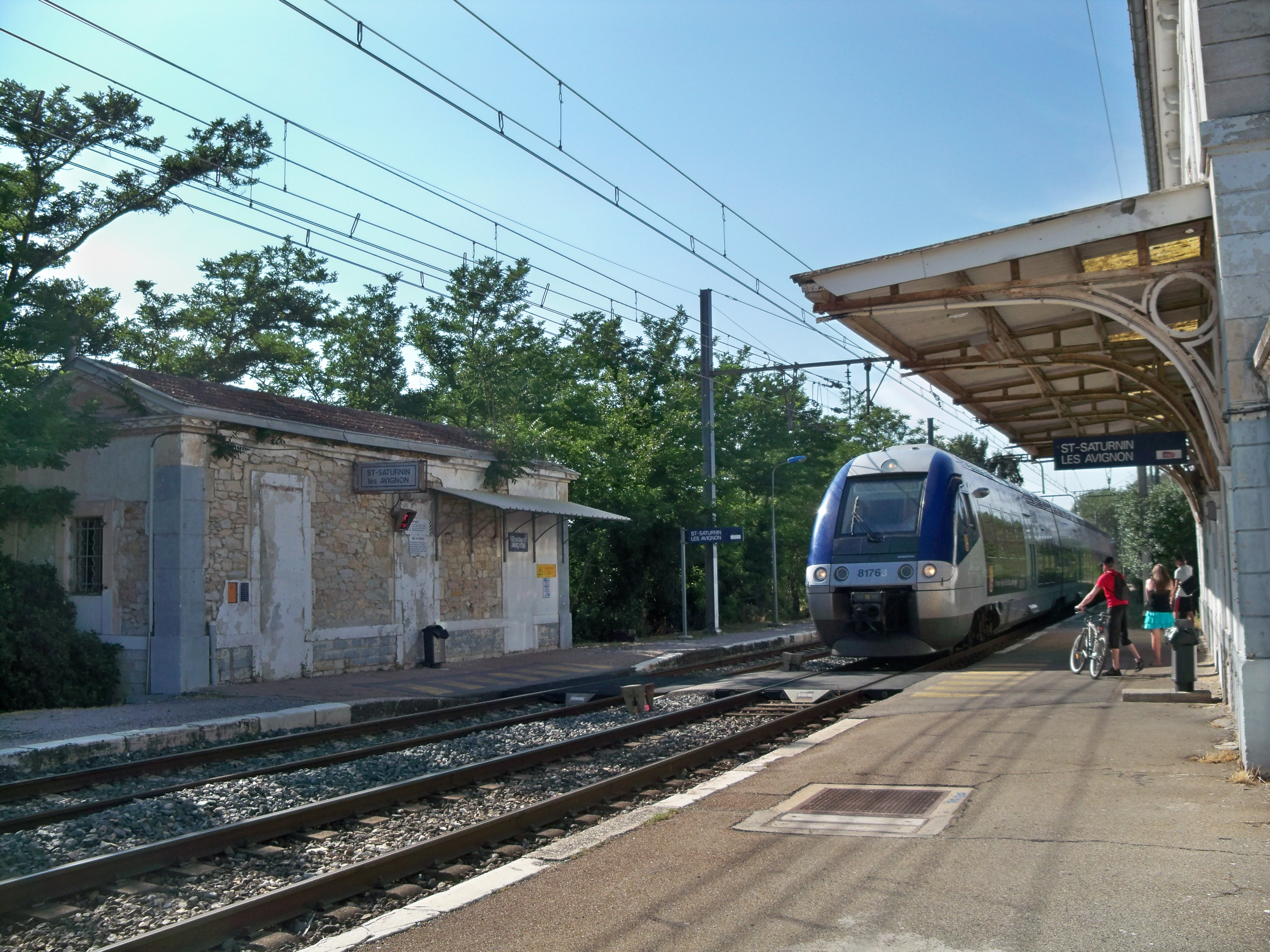
TER en gare.
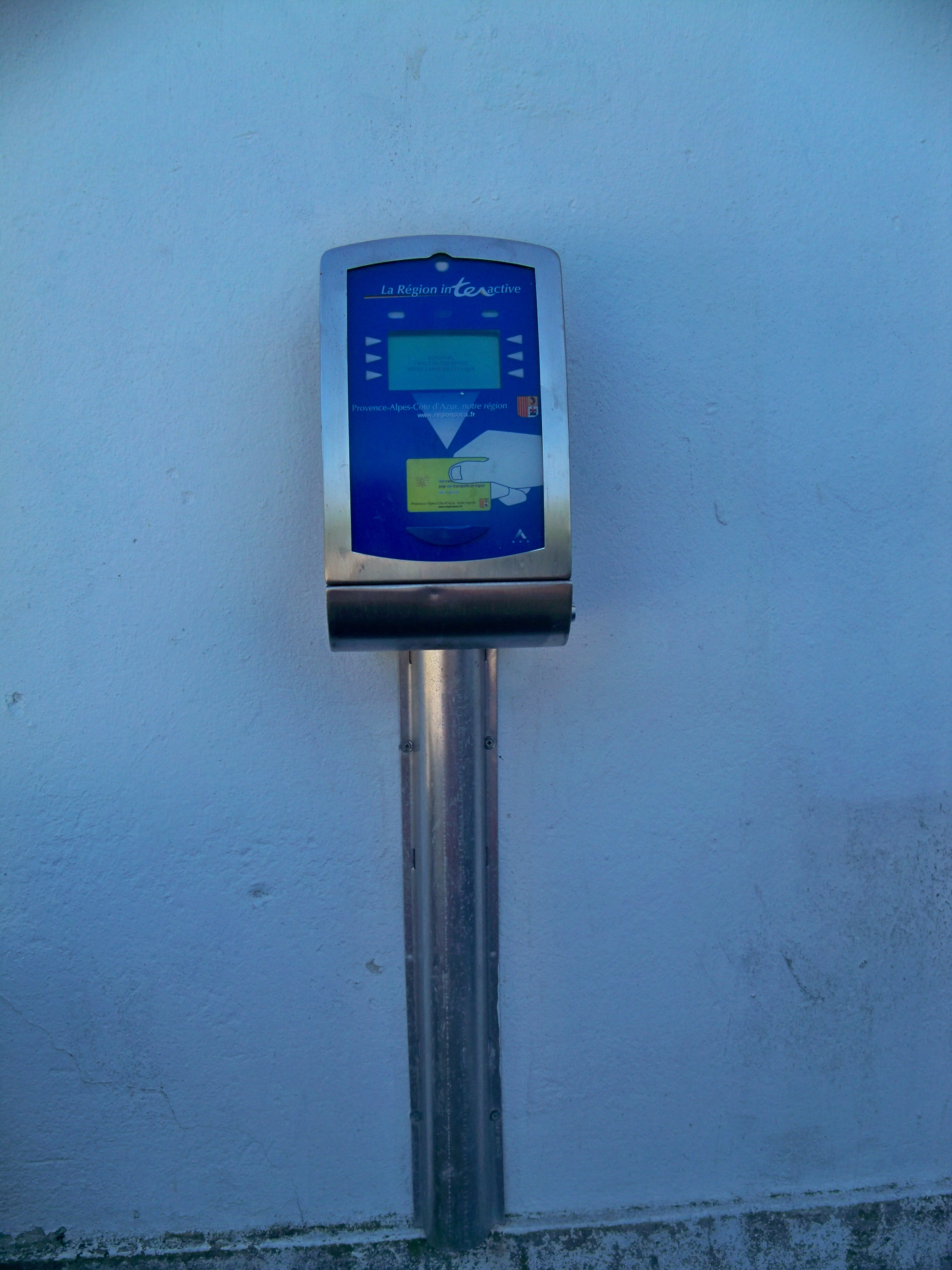
Composteur.